# Težka križarka
Težka križarka je tip vojne ladje, opredeljen s sklepi Washingtonske pomorske konference, ki se je končala leta 1922. Podpisnice – pomorske sile (ZDA, Združeno kraljestvo, Japonska, Francija in Italija) so se obvezale, da ne bodo ponovile oboroževevalne tekme, ki je precej prispevala k izbruhu prve svetovne vojne. Sporazumno so bili določeni število, velikost in oborožitev vojnih ladij.
Za nov tip ladje, težko križarko, je bil standardni izpodriv omejen na 10.000 ton, kaliber glavnih topov pa na 203 mm. Druge značilnosti so se razlikovale od projekta do projekta, odvisno od tega, kaj je bilo določeno kot prioriteta: oborožitev, zaščita ali hitrost. Težke križarke so imele praviloma 8 do 10 topov največjega kalibra (203 mm) ter hitrost 32–35 vozlov. Količina in razporeditev oklepa sta bili različni. Italijanske ladje so bile zelo hitre, a s slabo zaščito; britanske so imele več oklepa, toda posledično so bile počasnejše; japonske so bile hkrati hitre, močno oborožene in dobro zaščitene, kar je bilo možno le zaradi nespoštovanja pogodbe: razred Ashigara je imel izpodriv 13.400 ton.
Med drugo svetovno vojno sta v ZDA zgrajeni ladji Alaska in Guam, uradno težki križarki, bili še bistveno večji (27.000 ton), oboroženi sta bili s topovi kalibra 305 mm. Po vojni niso bile težke križarke več grajene.